# Pletholax gracilis
Pletholax gracilis är en ödleart som beskrevs av  Cope 1865. Pletholax gracilis är ensam i släktet Pletholax som ingår i familjen fenfotingar.
Arten förekommer i delstaten Western Australia i Australien. Den saknar liksom andra fenfotingar extremiteter. Honor lägger ägg. Exemplaren gräver i marken. De vistas i fuktiga buskskogar och skogar med växter av släktet Banksia. Äggen kläcks mellan september och november.
Nära samhällen hotas beståndet av landskapsförändringar. Hela populationen anses vara stabil. IUCN listar arten som livskraftig (LC).

## Underarter
Arten delas in i följande underarter:
- P. g. gracilis
- P. g. edelensis